# 卡梅倫戰役
卡梅倫戰役（法語：Bataille de Camerone）發生於1863年4月30日，由讓·丹茹上尉率領的法國外籍兵團在人數遠少於墨西哥軍隊的情況下，英勇奮戰了十多個小時。
這場戰役時常被認為是外籍軍團歷史上偉大的戰役，而卡梅倫戰役也成了悍不畏死的代名詞。勇敢和戰鬥至死態度的代名詞。